# 嶋田潤
嶋田 潤（しまだ じゅん、1949年3月26日 - ）は日本中央競馬会（JRA）元騎手・元調教師。同じく元騎手・元調教師の嶋田功は実兄。元騎手で現調教助手の嶋田高宏は長男。

## 来歴
1966年に騎手候補生となり、1970年に藤本冨良厩舎所属騎手としてデビュー、兄・功のように大舞台で活躍することはなかったが、1985年の引退までに重賞5勝を含む通算231勝を挙げた。
引退後は佐藤全弘厩舎の調教助手となり、1989年に調教師試験に合格、翌1990年に厩舎を開業した。
2010年3月13日2回中山競馬5日第1競走3歳未勝利をテンエイエスプリで勝利し、JRA通算200勝を達成した。
2014年3月31日をもって調教師を勇退、中央競馬通算3965戦205勝。地方競馬通算137戦7勝。

## 騎手成績
| 通算成績 | 1着 | 2着 | 3着 | 騎乗数 | 勝率 | 連対率 |
| -------- | --- | --- | --- | ------ | ---- | ------ |
| 平地     | 231 | 222 | 245 | 2187   | .106 | .207   |

|            | 日付           | 競馬場・開催  | 競走名                             | 馬名             | 頭数 | 人気 | 着順 |
| ---------- | -------------- | ------------- | ---------------------------------- | ---------------- | ---- | ---- | ---- |
| 初騎乗     | 1970年3月1日   | 3回東京4日1R  | 4歳未勝利                          | スピリットアニー | 13頭 | 5    | 3着  |
| 初勝利     | 1970年5月9日   | 4回東京1日1R  | 4歳以上100万下                     | カツウメ         | 6頭  | 2    | 1着  |
| 重賞初騎乗 | 1973年5月13日  | 3回東京8日9R  | アルゼンチンジョッキークラブカップ | ダイニカツハル   | 11頭 | 11   | 6着  |
| 重賞初勝利 | 1974年12月22日 | 5回中山8日10R | ステイヤーズステークス             | エクセルラナー   | 9頭  | 2    | 1着  |
| GI級初騎乗 | 1973年12月9日  | 5回中山4日10R | 朝日杯3歳ステークス                | エクセルラナー   | 10頭 | 9    | 3着  |

### 主な騎乗馬
- エクセルラナー（1974年ステイヤーズステークス）
- フェアスポート（1975年京成杯3歳ステークス）
- タケデンジャガー（1976年新潟記念）
- ホオカノ（1979年新潟記念）
- キンセイパワー（1981年カブトヤマ記念）

## 調教師成績
|                | 日付          | 競馬場・開催  | 競走名              | 馬名               | 頭数 | 人気 | 着順 |
| -------------- | ------------- | ------------- | ------------------- | ------------------ | ---- | ---- | ---- |
| 初出走         | 1990年3月10日 | 2回中山5日1R  | アラ系3歳上オープン | オオイダジョウ     | 10頭 | 5    | 7着  |
| 初勝利         | 1990年4月22日 | 2回東京2日1R  | 3歳未勝利           | セントサクソン     | 11頭 | 4    | 1着  |
| 重賞・G1初出走 | 1990年5月13日 | 2回東京8日10R | 安田記念            | イズミサンシャイン | 16頭 | 12   | 12着 |

### 主な管理馬
- ケントニーオー （1994年東京新聞杯2着、1997年小倉大賞典2着）
- フェイマスケイ（1998年CBC賞3着）
- セタノキング（1999年さきたま杯）
- ヨシサイバーダイン（2002年新潟2歳ステークス2着）
- ライトパシフィック（2004年新潟ジャンプステークス2着、2005年新潟ジャンプステークス3着）

## 主な厩舎所属者
※太字は門下生。括弧内は厩舎所属期間と所属中の職分。
- 小島良太（1994年-1995年 調教厩務員）
- 小笠倫弘（1999年-2005年 調教助手）
- 大庭和弥（2001年-2005年 騎手）
- 菊池憲太（2007年-2008年 騎手）
- 内田博幸（2008年-2011年 騎手）